# Huize Robijnenhof

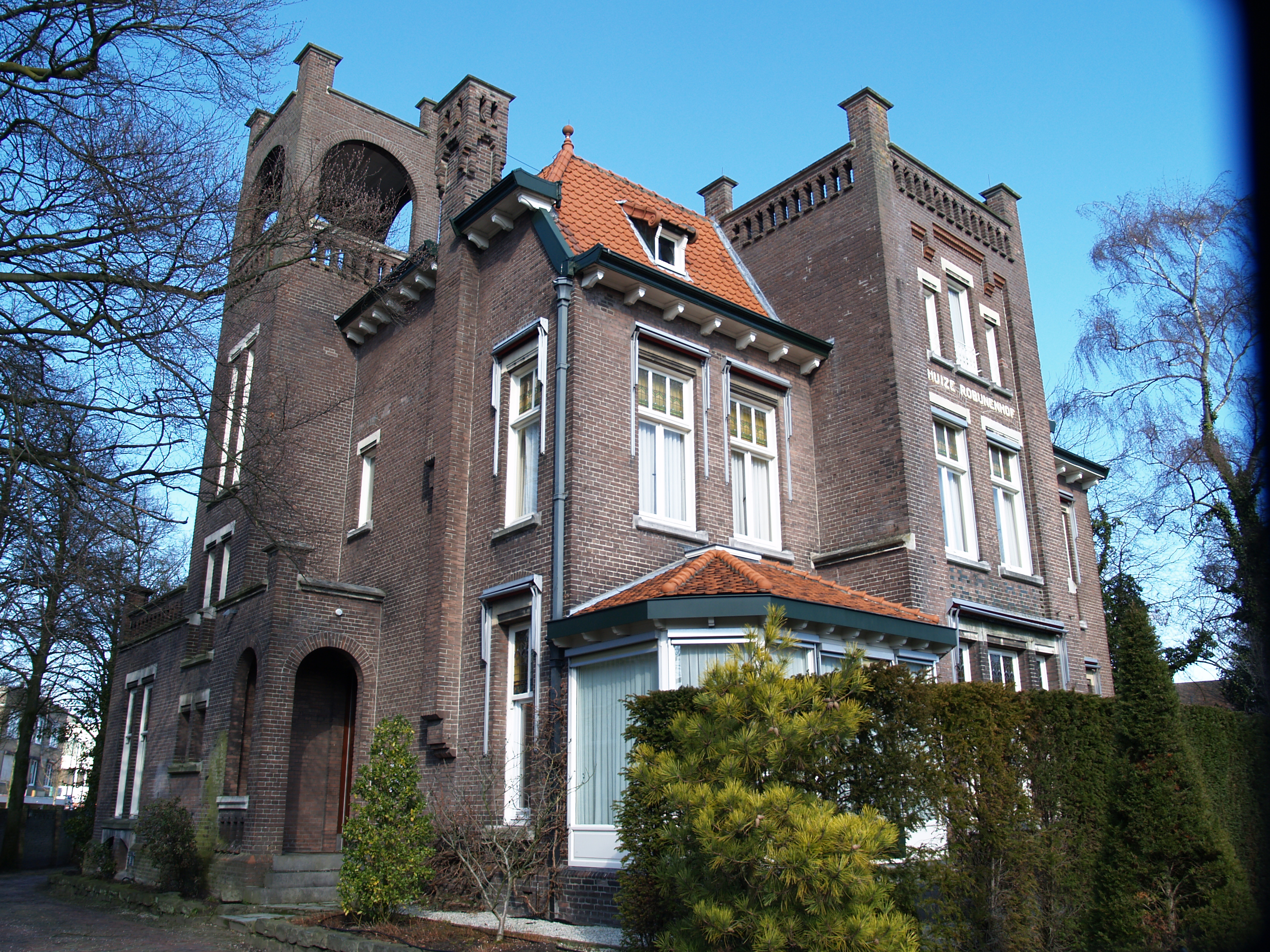
Huize Robijnenhof

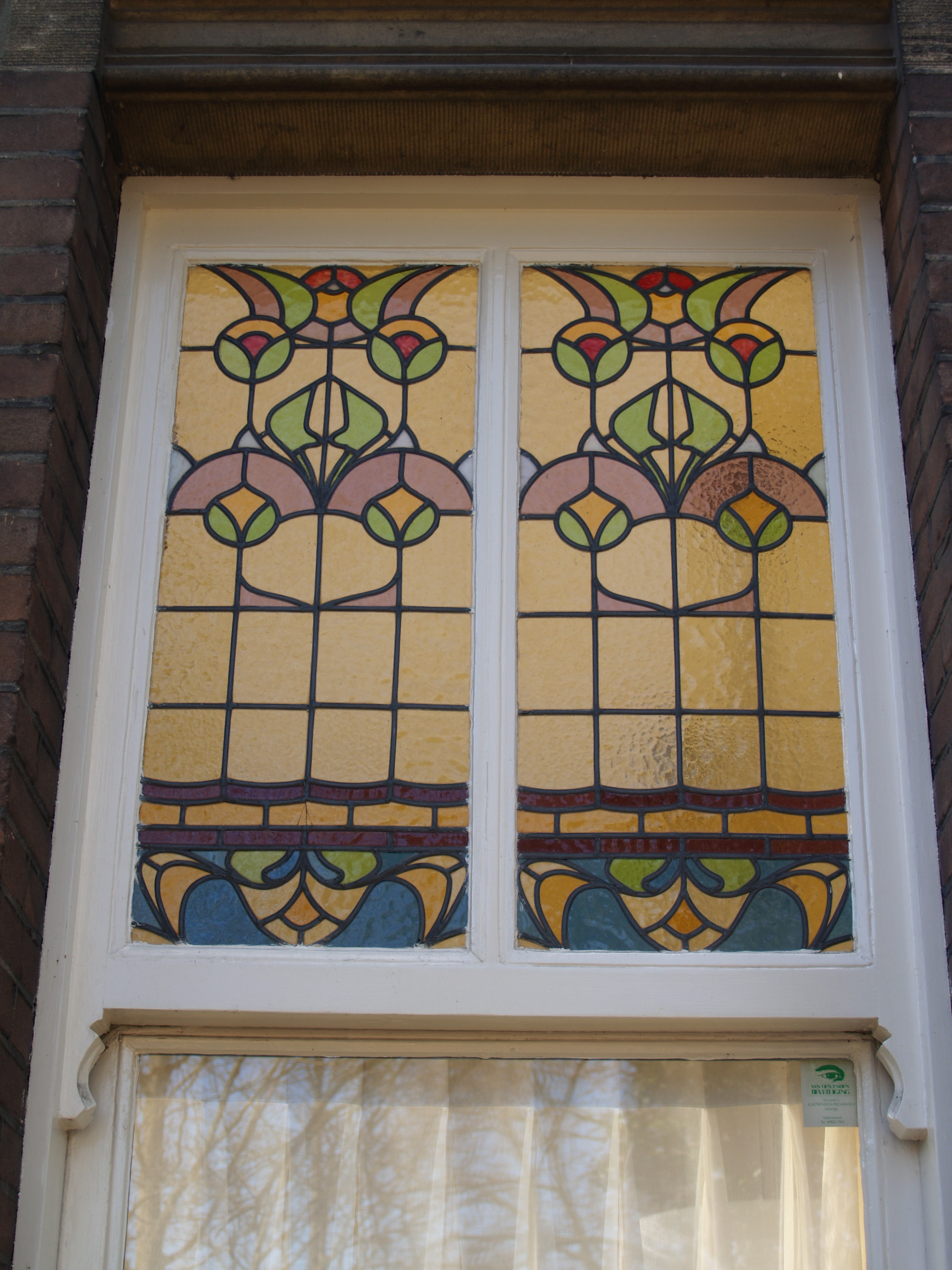
Glas in lood

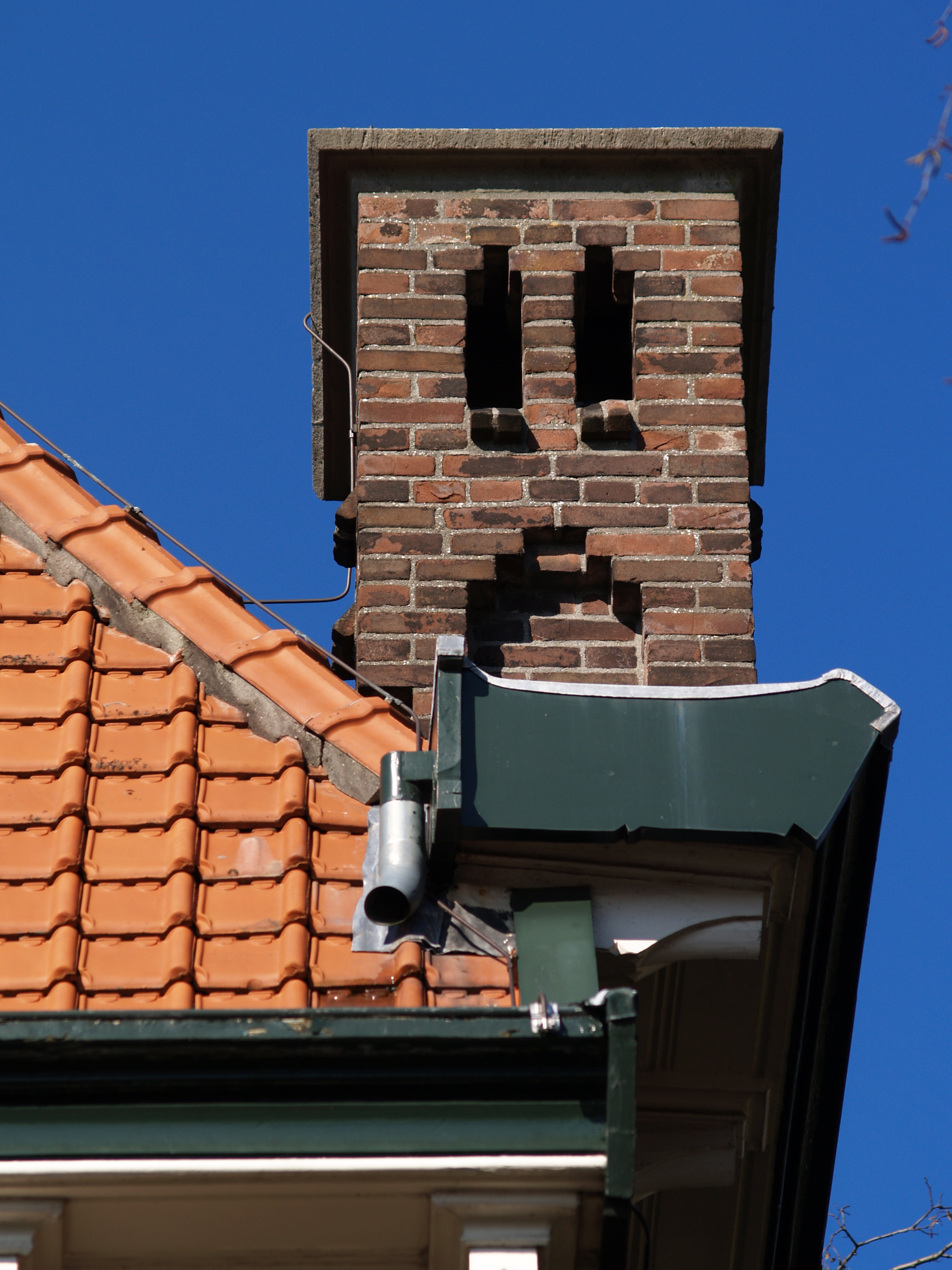
Schoorsteen

Huize Robijnenhof is een gebouw in Valkenswaard, gebouwd in 1900 als villa voor een arts. Het pand vormt met de tuin en het bijbehorende koetshuis sinds 2001 een rijksmonument dat behoort tot de bouwkunst uit de periode 1850-1940, die ook wel de jongere bouwkunst wordt genoemd.
Nadat de arts zich in 1899 in Valkenswaard vestigde liet hij een vrijstaand – in baksteen opgetrokken - woonhuis annex praktijk bouwen. Het pand is ontworpen door de Haagse architect G. de Groot.

## Architectuur
Midden op de voorgevel is de naam, Huize Robijnenhof, geschilderd. Het is onduidelijk waar deze naam vandaan komt. In de toren bevindt zich het trappenhuis van de villa. Bovenaan is een loggia gesitueerd met rondbogen, die doen denken aan de Beurs van Berlage. Om voldoende licht binnen te laten, is in de toren een zestal glas-in-loodramen aangebracht met jugendstil-motieven, ook geïnspireerd op Berlage, en modern voor die tijd. De motieven zijn langstelige, gracieus gestileerde planten en bloemen die langs de zijkant omhoog leiden. De toren heeft aan alle vier de zijden een balustrade. Dit bouwkenmerk is op verschillende plaatsen herhaald. Zo is bij de entree van de voordeur een smalle balustrade met openingen aangebracht. De loggia heeft een houten plafond en het geheel wordt bekroond met vier hoekpijlers, als torentjes van een Engels kasteel.
Om de voorgevel (de zuidzijde) te benadrukken voert in het midden een risaliet vanaf de begane grond tot bovenaan. Verschillende raampartijen zijn hierin aangebracht met bovenvensters. Boven de geschilderde naam van de villa is een Frans balkon aangebracht. Het is een metalen balustrade met daarachter geen deuren maar een raam. Het lijkt op een balkon, maar is niet te betreden. Alle ramen van Huize Robijnenhof hebben aan de bovenzijde een hardstenen latei en een hardstenen dorpel met profiel, om de raampartijen te accentueren. Net als de toren van de trappenhal, eindigt ook de middenrisaliet met een balustrade en op elke hoek een doorlopende hoekpijler.
Links naast de risaliet bevindt zich een houten erker met veel glas, voorzien van tuile-du-nordpannen. Alle dakpannen zijn van hetzelfde type, en rood/oranje van kleur. De eindpannen van de windveer van de dakkapellen hebben een krul als sierelement zoals je ook ziet op ionische zuilen. De woning heeft door zijn samenstelling meerdere daken. Zichtbaar zijn de twee schilddaken die afgesloten worden door pirons. De daken worden aan de onderzijde afgesloten met dakgoten die gedragen worden door klossen met een profiel.
De voordeur is aangebracht in een portiek dat via enkele hardstenen treden te bereiken is. De deur zelf heeft Jugendstil-kenmerken en het plafond van het portiek heeft een gemetseld visgraatmotief met gele geperste stenen. Aan de oost- en de westzijde van Robijnenhof is uitwendig een schoorsteen gemetseld, die als een schacht eindigt in een fors blok met rookgaten aan alle zijden. Een stenen plaat beschermt tegen regen.

## Tuin en koetshuis
Ook het koetshuis behoort tot het rijksmonument. Het staat in de tuin die gedomineerd wordt door een rode beukenboom. Het koetshuis heeft één bouwlaag en wordt met een eenvoudig zadeldak afgeschermd. Ook hier dezelfde pannen als het woonhuis, dezelfde bakgoot en ook de fraai gestileerde klossen. Er zijn een raam met schuifvenster en twee toegangsdeuren (vleugeldeuren) en aan de oostkant is ook een toegang gemaakt. De windveren hebben houtsnijwerk, en vlak daaronder bevindt zich nog een wit porseleinen potje waaraan voorheen de stroomdraad was bevestigd.
In de jaren zestig van de twintigste eeuw is de westzijde van dit koetshuis ingekort om de straat die er langs voert, te kunnen verbreden.
Het gehele perceel wordt aan de voorzijde afgeschermd door een smeedijzeren hekwerk met zweepslag-motief uit de art nouveau. Aan de westzijde is gedeeltelijk een bakstenen muur opgetrokken terwijl de oostkant vooral een natuurlijke begroeiing én een muur als erfafscheiding heeft. Aan deze zijde prijkt op de gevel het straatnaambord Gele Rijersplein, waarvan de naam verwijst naar de in 1793 opgerichte Nederlandse Rijdende Artillerie. Op dit plein stond voorheen het postkantoor, gebouwd rond 1892.